# Giulia Di Marco
Giulia Di Marco (Sepino, 1574-1575 – Roma, ...) è stata una religiosa italiana.

## Biografia
Nacque a Sepino nel Molise nel 1574 o nel 1575, da una famiglia di umili origini.
Prima domestica di un mercante di Campobasso, trasferitasi alla sua morte a Napoli, ebbe un figlio che abbandonò all'ospedale della Basilica della Santissima Annunziata Maggiore.
Divenuta terziara francescana, acquistò grande notorietà tra la gente di Napoli, tanto da essere considerata Santa da molti che la seguivano. Presto il suo seguito si ampliò così tanto, che alla Di Marco si affiancarono padre Aniello Arciero, che curava gli aspetti religiosi della sua attività, e Giuseppe de Vicariis, che curava gli aspetti organizzativi, di quella che stava diventando una piccola congregazione religiosa.
Nel 1607 il tribunale napoletano del S. Offizio intentò una causa contro la Di Marco, per verificarne la santità. A conclusione di questo primo processo, padre Aniello Arciero fu costretto a rientrare a Roma, mentre la Di Marco fu rinchiusa nel monastero di S. Antonio di Padova di Napoli. Ma la fama e il seguito della religiosa non diminuiva, tanto che il commissario del S. Offizio di Napoli, Deodato Gentile, decise di trasferirla nel monastero femminile di Cerreto Sannita.
Dopo un altro periodo di residenza forzata nel monastero di Santa Chiara di Nocera dei Pagani, nel 1611 le fu infine permesso di tornare a Napoli, dove godeva di larga fama ed era considerata Santa dai suoi seguaci. A questo punto nella vicenda della Di Marco, si inserirono i teatini che la consideravano eretica, o che forse temevano che la sua popolarità oscurasse quella dell'altra Santa Orsola Benincasa. Da questa contrapposizione, nacquero due partiti, uno contrario alla Di Marco, guidato dai Teatini, sostenuti dal S. Offizio romano, e l'altro, quello dei Gesuiti, e da alcuni rappresentanti del Viceré di Napoli, vicini alla religiosa anche in funzione anti - romana. A causa di questo contrasto, nel 1614 fu addirittura organizzato un incontro tra la Di Marco e la Benincasa, dal quale quest'ultima si sarebbe convinta della natura diabolica delle pratiche della Di Marco.
Il contrasto tra le due congregazioni continuò con le denunce contro la Di Marco lanciate da suoi ex fedeli, ma la situazione non riusciva a decidersi per nessuna delle sue parti. A questo punto intervenne Deodato Gentile, che era anche nunzio apostolico nel Regno di Napoli, che prima fece imprigionare Giuseppe de Vicariis e poi organizzò il trasferimento forzato a Roma della Di Marco, perché fosse processata come eretica dal S. Offizio di Roma.
Processata e condannata dal Sant'Offizio, anche per aver organizzato orge, il 12 luglio 1615, la Di Marco, insieme al de Vicariis e all'Arciero, abiurò nella chiesa di Santa Maria sopra Minerva. Condannata al carcere a vita, morì prigioniera in Castel Sant'Angelo.